# プライズゲーム

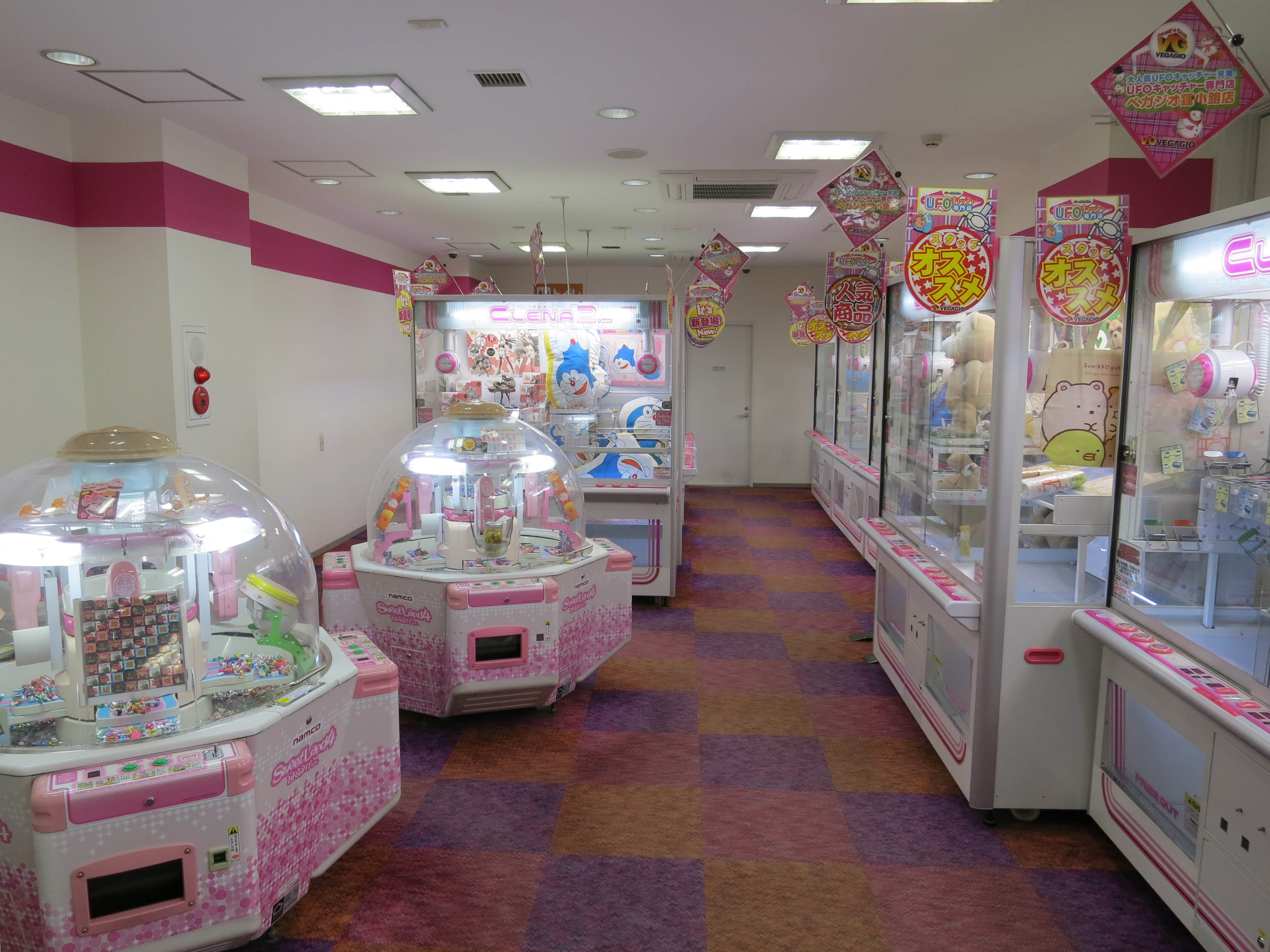
複数のプライズゲームを設置した店舗

プライズゲームは、景品（プライズ）を獲得することをゲームの主目的としたアーケードゲーム。
後述の通り、必ず景品がもらえるゲームや、結果によって景品はもらえるが、景品獲得がゲームの主目的ではない物はプライズゲームとは呼ばれない。

## 概説
プライズゲームは1960年代から様々な形態のものが存在していたが、1980年代後半に登場したセガの「UFOキャッチャー」の景品としてぬいぐるみが多く使われるようになってからブームとなり、ゲームセンターの収益源として重要な一ジャンルとなった。
なお、『プリント倶楽部』やカプセルトイ（ガシャポン、ガシャガシャ）、『甲虫王者ムシキング』等のように、必ず商品が出て来るものは、プライズゲームではなく自動販売機と定義される。
パチンコやスポーツの試合などの成果によって景品がもらえるゲームもプライズゲームとは呼ばれない。
筐体の製造・販売を行っているメーカーは、セガ フェイブ、バンダイナムコアミューズメント、ユー・エス産業、ユウビス、マーベラス、北日本通信工業、タイトー、コナミアミューズメントがある。バンプレスト、アトラスもかつては筐体の製造・販売を行っていたが、いずれも撤退している。、カプコン、バンプレストは景品の供給のみ継続している。

## 分類
タイプとしては、おおよそ次のようなものがある。
- 景品を直接つかんだり、引っ掛けたりするタイプ。
  - クレーンゲーム - セガ フェイブの『UFOキャッチャー』に代表されるタイプのもので、ゲーム機内に設置された景品を狙って、二軸のクレーンを落しどころまで動かし、景品を爪でつかみ上げて、出口の穴まで持っていって穴に落とすと景品がもらえるもの。1960年代から存在し、広く設置されている。
  - プッシャーゲーム - バンダイナムコアミューズメントの『スウィートランド』に代表されるタイプのもので、回転するフィールド上の景品をバケットですくい取って雛壇状のテーブルに落とし、テーブルの動作によってダクトヘ押し出されて落下した景品がもらえるもの。構造上、飴などの菓子類やアクセサリーなどの小さめの景品しか扱えないが、景品が落下する際にスイッチを作動させると別の抽選機構が働いて、当選すると大型の景品が獲得できるものもある。
- その他、景品を掴んで手前に引き出すもの（バンプレスト『コンビニキャッチャー』シリーズ）、回転している盤の上の景品を押してダクトに落とすもの（大平技研工業『ヘキサ』シリーズ）、景品が下がっているひもを引っ掛け下に落とすもの、釣り針のような形で釣り上げるものなど。
- ルーレットなどの目押し型・点数加算型 - ルーレットの点数が一定点数以上になると、景品が載せられたトレイがら景品がダクトに落とされるもの。『ガチャ王』や『キャラクターコレクション』、『ファンシーリフター』シリーズが代表格。
- アクションゲームやシミュレーションゲーム、シューティングゲームの得点によって景品が払い出されるもの。ただし、現在はビデオゲームに景品払い出し機能をつけることが禁止されており、構造上の制約が多く、また景品の見栄えが悪くなるため、近年ではこのタイプのゲーム機はほとんどリリースされていない。

このうち、2004年以降のゲームセンター業界のガイドライン（自主規制）で問題なく製造・運用が可能なのは「景品を直接獲得する」タイプのみであり、抽選機構などを設けることは出来なくなっている。

## 主要ゲーム機一覧

### セガサミーホールディングス

#### セガ フェイブ
- UFOキャッチャーシリーズ
- ドリームキャッチャー
- ドリームタウン
- サーカスランド
- ドリームパレス
- UFOプッシャー
- アクアパラダイス
- UFOあらかると
- UFOプライズステージ
- UFOコロン
- UFOバランスキャッチャー

#### アトラス
- ラッキークレーンシリーズ
- トリプルキャッチャーシリーズ

### バンダイナムコホールディングス

#### バンダイナムコアミューズメント
- スウィートランドシリーズ
- カプセルゴルフ
- ブルちゃんのもっとたべたいワン
- キャッチンガーZ
- 目方でドンピシャ!
- ドンとアップ
- 料理の達人
- ワイワイクリッパー
- トレトレクリッパー
- クレナシリーズ
- パックマン

#### バンプレスト
- コンビニキャッチャーシリーズ
- ガチャ王
- カンカンクラブ
- キャラクターコレクション
- ガチャダマコレクション
- キャラクターメールコレクション はがキング
- ポスターコレクション
- プチポンコレクション
- ポスタードリーム
- たまのりピカチュウ
- ぶんぐっず
- むでんくん
- ラッキーセブン
- マジカルセブン
- 取りぷるジャンプ
- ゲームDEポン (スケボーDEポン!, ホームランDEポン!, モンスター退治でポン!, じゃんけんDEポン!)
- ロボゲッチュ
- 箱吉(HAKOKICHI)
- ジャックポイント点取物語
- Wルーレットシリーズ
- 40φカプセルシリーズ
- 75φカプセルシリーズ
- てれびでんわシリーズ
- おどって！ピカチュウ
- それいけアンパンマン 空中大回転!!
- アンパンマンのなかよしコンサート
- スケボーコースターシリーズ

### タイトー
- カプリチオシリーズ
- ティンクルティンクル
- ネイルステージ
- クレヨンしんちゃん どこいくの?

### コナミアミューズメント
- ウーヤーター
- 国盗り合戦
- つるりんくん
- ヒエヒエペン太
- みらくるすぴん
- トレジャーロード

### カプコン
- ベルキャッチャー
- ベルサークル
- メチャトレパーティー
- メチャトレキング

### ユウビス
- ファンタジアシリーズ
- バーバーカットシリーズ
- ヘキサシリーズ

### カトウ製作所
- ファンシーリフターシリーズ
- キャラクレーンシリーズ

### 株式会社こまや
- 山のぼりゲーム
- カエルのうた
- ロックンロール
- ジャンピングラリー
- JUMP UP
- 天気予報
- 北町奉行

### 大平技研工業
- ファンシープッシャーテトラス
- ヘキサシリーズ
- なんでもドアシリーズ
- ウゴウゴラーパー
- ちびポケットシリーズ
- ジャンボサイクロンシリーズ

### 北日本通信工業
- デカクレシリーズ
- ジェミニシリーズ

### ユー・エス産業
- サブマリンキャッチャー
- らくチャレシリーズ

### エスプラン
- カリーノシリーズ

### マーベラス
- TRYPOD

### KOMUSE
- KEY MASTER - 日本ではセガが販売[2]
- PRIZE LOCKER

## 問題点

### 確率機
プライズゲーム機には、投入金額が設定された額に達するまで景品の獲得を不可能とするプログラムが組み込まれているものがあり、これらは俗に「確率機」と呼ばれている。「すぐに景品を取られると利益が出ないし、全く取れないと客足が遠のく。バランスに気を配っている」と、少なくとも数千円を使わない限り景品を得られない設定にしている設置店舗が存在する。
ゲームメーカーは「（プライズゲーム機は）景品を取れるかとれないかのドキドキ、ワクワク感を楽しむもので、景品の獲得を前提としていない」との見解を示し、この設定自体を規制する法令も存在しない。ただ、国・州によってはギャンブル関係の法規制に抵触する可能性がある。
なお、2017年に大阪の業者が、景品獲得が不可能な設定にした機器を使いながら、「絶対に取れる」と言って客から高額なプレイ料金を騙し取り詐欺容疑で摘発された際には、この機能も利用されていた。
日本国外でも所謂『確率機』は問題となっており、アメリカでは『KEY MASTER』に巡って開発元のKOMUSE、販売元のセガ、それぞれの現地法人を相手取った集団訴訟が起きている。

### 景品について
プライズゲーム機の多様化に伴い、現在では様々な品目が景品として使用されるようになっているが、プライズゲーム機が主に設置される場所であるゲームセンターでは、関連する業界団体である日本アミューズメント産業協会(JAIA)が独自に定めたガイドライン（自主規制）に従って、提供する景品1個の市販価額の上限を1000円とし、景品の種類にも制限を設けた営業を行っている。
一方で、営業を行うに当たって警察の許可を必要としないシングルロケの事業者は、前記業界団体に所属していない場合が多く、業界のガイドラインの趣旨が行き渡っていない。そのため、その一部では、家庭用ゲーム機などの高額景品や、喫煙具や性的な商品など道徳的に問題のある景品、あるいは高額景品が当たると標榜するくじや引換券を提供するなど、ガイドラインに沿わない運営が行われている例がある。しかし、そのような事業所に対する警察の態度は、「当面問題を生じないかどうかの推移を見守る」という程度に留まっている。ただし、その気になれば即座に摘発する事も可能であり、何らかのきっかけで突然摘発される可能性もある。
以下のような景品の提供スタイルは、全て業界団体のガイドラインを逸脱するものである。
- 提示されている景品と異なる内容の景品、あるいは獲得する時点では内容の不明な景品の提供。例えば、「5分の1の割合で写真の景品が入っている。見本の他にも素敵な景品が多数入っている」などのような提示方法や、あらかじめ景品の内容を提示しないような営業方法、例えば「中身の見えないカプセルを景品にする。」はガイドライン違反である。なお、トレーディングカードアーケードゲームで払い出されるのは、プレイすれば必ず一定の枚数が得られるもので、景品ではなく商品として扱われるため、該当しない。
- 景品1個の、市販価格が1000円を超えている。仮に、実売価格が1万5千円する携帯ゲーム機を1000円で仕入れられたとしても、景品に使用すればガイドライン違反である。
- プレイヤーがゲームの結果によって「引換券」を獲得し、それを実際の景品と交換する行為。景品の二次交換の禁止である。入手できる景品がクジタイプで、その中に書かれている内容の物を獲得できるものが該当する。メダルゲームのメダルやカジノバーのチップの他、ロッカーの鍵を獲得させてその鍵を用いて景品を獲得する形式も同様である。景品の獲得に成功した後、色違いや別種のものへの交換することも、「引換券」の場合と同じ解釈になるため不可である。獲得した景品が故障・破損していた場合も、基本的には同色同柄の同一品としか交換できない。ただし、所轄によっては現状提供のみで、同一品交換も出来ない地域もある。[要出典]なお、プレイヤーが直接製造メーカーに連絡を取れば、メーカーが在庫を持っていれば良品と交換することができる場合もある[9]。ただし外箱の傷・破損など、内容物に支障のない場合は除く[10]。
- 景品そのものを単独で販売すること[要出典]。仕入れ価格より安く販売しても違反となる。または景品を買い取る・買い戻すこと。なお、プレイヤー自身がゲームをプレイして獲得した景品を古物商やネットオークションなどに転売することは問題ない。また、通販業者などがメーカーや取扱問屋から仕入れて個別に販売していることも、シングルロケと同様に業界団体に非加盟のため、現状ではガイドライン違反には当たらない。しかし景品はあくまで単品での価格が設定されていない「非売品」であり、個別に販売されることはメーカーの意図していないことである[11]。このことから、一部のメーカーは2010年頃からアミューズメント施設以外への出荷を制限する姿勢を見せている。
- 4号転用機（旧7号転用機）のパチスロやパチンコ機、ビデオゲーム、ピンボールなどのゲーム結果に対して景品を提供すること。直接入手するのではなく、特殊な条件で景品を獲得するものを含む。
- 複数の景品の同時獲得が可能な構造。例えば小型チョコレートや菓子類を積んで山を作り、これを崩すことで大量獲得できるような提供方法が該当する。景品の提供は1ゲームにつき最大1個と定められている。

また、このガイドラインで、ゲームセンターでの使用が禁止されている景品の種類としては以下のものがある。
- ショーツ（パンティー）や、アダルトビデオ・バイブレーター・オナホールなどのアダルトグッズを景品に利用すること。下着類はかつては定番のアイテムだったが、現在は未使用も含み提供が禁止されている。尚、アダルトグッズショップに設置されている場合は上記の物を景品としている。
- 煙草および喫煙具、酒類、およびそれらを模したものを景品として提供すること。シガレットチョコやノンアルコールビール、電子煙草や禁煙グッズなども使用できない。かつては景品に提供されることの多かったライターやミニボトルも、現在は禁止されている。
- 現金、有価証券、宝くじ、金券およびそれを模したもの。テレホンカードなど金券のほか、地域通貨や、「子供銀行券」などの硬貨や紙幣を模した玩具、電子マネーへのチャージなども使用できない。店舗内でのみ使用可能な回数券、割引券、商品券、再プレイ券などのチケット類、メダルも含まれる。
- 興奮・めまい・幻覚等の作用を目的とする有機溶剤や成分を含有する物品類。市販の医薬品も禁止されている。
- 刃物やレーザーポインターなど、心身に危害を加える恐れのある物品類。
- 食品衛生法に抵触する材料を使用した物品類。菓子の原材料の他、おもちゃ等に使われる可塑剤のフタル酸エステルに対する規制も含まれる。
- 偽ブランド、偽キャラクター商品。過去には偽ブランド商品を用いてAOU非加盟業者が商標法違反で摘発された例があり、最近では同人イラストや芸能人の写真を無断で使った海賊版が景品として使用され[12]、問題になっている[13]。中には、正規の許諾を得ていないグッズを提供して著作権法違反で摘発された例[14]もある。
- 生きた動物や生ものを入れるのは、法的というより衛生上の問題であるため、保健所等の衛生管理機関による指導対象となる。JAMMA/AOUのガイドラインでは、「動物愛護の精神に反する生物」は使用が禁止されている。なお、これに該当するゲーム機のメーカーは、中に入れる動物やその飼育用具、餌などの提供や、保健所への許可申請手続き代行なども行っている。

### 法令との兼ね合い
風俗第五号営業であるゲームセンターは、一定の条件のもとで遊技の結果で賞品の提供が許容されているパチンコ店などの風俗第四号営業とは異なり、ゲームの結果に応じて賞品を提供することは、風適法第23条第2項にて本来は禁じられている。
ゲームセンターにおけるプライズゲームの扱いは、ゲームセンターが風俗営業とされる1985年以前から議論されている。1970年代には、プライズゲームが風俗第四号営業とされていた時期もあったが、風俗営業としてのクレーンゲームは人気が出なかった。その後、「1回の遊技料金が10～30円位で、かつ、その3倍以下の価格の菓子類を賞品として提供するようなものについては、善良な風俗保持上支障がないと認められる（昭和50年(1975年）10月3日付けの警察庁通達）」として、射幸心をそそる恐れのない運営方法で、遊技に参加した子どもに景品を提供する程度のものという趣旨で、一定のプライズゲームが放任されてきた。
しかし、1986年に、この解釈では世情に合わないとして、ゲーム場を営む業者の業界団体により警察庁に陳情が行われ、提供する景品の上限価格を200円に値上げすることが認められ、さらに300円、500円となり、1997年には800円に、それぞれ上限価格の値上げが認められてきた。しかし、それらで示された金額については、当局から明文化した説明はなかったため、この景品の上限価格は、ゲームセンターを営む業者の業界団体が策定した、プライズゲームを運営する上での自主規制という形で実施されてきた。
2001年、警察庁は「風適法の解釈運用基準」で、遊技場営業者の禁止行為について「クレーンで釣り上げるなどした物品で、小売価格がおおむね800円以下のものを提供する場合については風適法第23条第2項に規定する禁止行為には当たらないものとして取り扱う」との行政解釈が明文化し、これが現在の風俗第五号営業においてプライズゲームが許容される根拠となっている。なお、2022年にこの通達が改正され、景品は「小売価格がおおむね1000円以下のもの」となった。

## 主な景品
市販品の菓子・食品を除く「アミューズメント向け景品専用」として発売されるものは原則として受注生産で、人気のある景品でも再生産されないことが多い。
- ぬいぐるみ
- キーホルダー・ストラップ
- タオル
- 抱き枕カバー
- フィギュア
- 人形
- プラモデル
- マウスパッド
- ポスター
- タペストリー
- オルゴール
- その他の玩具
- CD
- セル画
  - ビデオシステムがセル画を扱うプライズゲーム機を出した事がある[21]。
- DVD
- 菓子、食品
  - 市販品が多いが、クレーンゲーム機等で運用しやすいよう、 円筒形や六角柱状などアミューズメント向け専用のパッケージが用意されているものもある。アイスクリームを景品とする専用マシンもある。
- 本
  - ビデオシステムが自社製麻雀ゲームのパロディ漫画アンソロジーを景品として出した事がある
- 雑貨
  - マグカップ・皿・箸などの食器類、Tシャツ・タオルなどの衣類、時計、バッグ、ポーチなど。
- 家電製品
  - 音楽プレイヤー、スピーカー、電気ポット、扇風機など。
- 生物
  - 金魚やミドリガメ等の小動物を瓶詰めにしたものの他、金魚やエビをそのまま「獲得」するプライズマシンも存在する。筐体によってはイセエビやカニを景品にした例もあった。

### プライズゲーム機
- セガ・インタラクティブ
- タイトー
- バンダイナムコエンターテインメント - ウェイバックマシン（2009年4月10日アーカイブ分）
- コナミアミューズメント
- ユウビス
- ユー・エス産業
- 北日本通信工業
- エスプラン

### 景品
- セガプラザ（セガ・インタラクティブ）
- TAITO PRIZE NEWS（タイトー）
- バンプレスト とるナビ（バンプレスト）
- FANS CLUB（システムサービス）
- フリュープライズ キャラ広場（フリュー）